# Eurytoma crambeae
Eurytoma crambeae är en stekelart som beskrevs av Zerova 1978. Eurytoma crambeae ingår i släktet Eurytoma och familjen kragglanssteklar.
Artens utbredningsområde är:
- Rumänien.
- Ukraina.

Inga underarter finns listade i Catalogue of Life.